# 1932

## Події
- 1 січня — відкрився Нижньогородський автомобільний завод ім. Молотова (пізніше Горьківський автомобільний завод).
- 2 лютого — нарком постачання СРСР Анастас Мікоян видав наказ про створення постійного запасу хліба в Закавказзі в кількості 2 млн пудів пшениці і 2 млн пудів кукурудзи за рахунок Української СРР і Кубані.
- 3 лютого — відділ нацменшин Сибірського крайвиконкому ухвалив рішення про переведення на українську мову низового апарату Павлоградського, Полтавського, Славгородського, Ординського, Ключевського, Карасуського, Знаменського і Черлацького районів.
- 27 лютого — утворені Вінницька, Дніпропетровська, Київська, Одеська, Харківська області.
- 1 березня — проголошена Маньчжурська держава.
- 23 квітня — була прийнята Постанова ЦК ВКП про перебудову літературно-художніх організацій.
- 17 липня — утворена Донецька область.
- 17 липня — відкриття трамвайного руху в Запоріжжі.
- 7 серпня — в СРСР введена смертна кара за крадіжку державної власності в великих розміра: закон «про п'ять колосків».
- 7 жовтня — утворена Чернігівська область.
- Осінь — радянська влада почала Голодомор, масовий штучний голод, із найбільш жорсткими заходами в Україні (Українська СРР), на Кубані та в Казахстані (Казакська АСРР).
- 21 грудня — зданий в експлуатацію Мерефо-Херсонський міст через Дніпро завдовжки 1627 метрів.

### Наука
- Відкриття нейтронів Джеймсом Чедвіком.
- колектив харківських учених уперше в СРСР здійснив розщеплення атомного ядра штучно прискореними частинками.
- Вернер Гайзенберг запровадив поняння ізоспіна.
- Карл Девід Андерсон відкрив позитрони в космічних променях.

### Аварії й катастрофи
- 12 травня — на французькому лайнері Джордж Філіппар (Georges Philippar) в Аравійському морі почалася пожежа, 16 травня він затонув. Загинуло 40 чоловік.
- 26 липня — Німецький навчальний вітрильник Ніобе (Niobe) перекинувся від шквалу біля Кіля. Загинуло 69 чоловік.

## Народились
- 5 січня — Раїса Горбачова, дружина Михайла Горбачова.
- 5 січня — Умберто Еко, італійський письменник, філософ, лінгвіст, літературний критик, спеціаліст із семіотики і медієвіст.
- 22 січня — Пайпер Лорі, американська акторка театру, кіно та телебачення.
- 27 січня — Борис Шахлін, радянський спортсмен, 7-разовий олімпійський чемпіон зі спортивної гімнастики.
- 4 лютого — Фукуда Сіґео, японський скульптор, графік, один з найцікавіших дизайнерів XX століття.
- 6 лютого — Франсуа Трюффо, французький кінорежисер.
- 18 лютого — Мілош Форман, американський кінорежисер.
- 22 лютого — Едвард Кеннеді, американський політик-демократ, вісім разів обирався сенатором. Наймолодший брат президента США Джона Кеннеді.
- 24 лютого — Мішель Легран, французький композитор.
- 26 лютого — Джонні Кеш, американський співак, автор пісень, музикант і актор.
- 27 лютого — Елізабет Тейлор, американська акторка.
- 28 лютого — Юрій Богатиков, український співак.
- 4 березня — Ришард Капусцінський, польський репортер, публіцист, поет і фотограф.
- 7 березня — Володимир Дахно, український кінорежисер і художник-аніматор.
- 15 березня — Алан Бін, американський астронавт.
- 16 березня — Альбіна Дерюгіна, українська тренерка з художньої гімнастики.
- 18 березня — Джон Апдайк, американський письменник, поет.
- 4 квітня
  - Ентоні Перкінс, американський актор.
  - Андрій Тарковський, радянський кінорежисер.
- 10 квітня — Омар Шариф, єгипетський актор.
- 11 квітня — Джоел Грей, американський актор, співак, танцівник.
- 27 квітня — Анук Еме, французька акторка.
- 27 квітня — Кейсі Кейсем, американський актор, телеведучий, радіоведучий.
- 6 травня — Олександр Бєлявський, російський кіноактор.
- 11 травня — Валентіно, італійський художник-модельєр.
- 19 травня — Майя Булгакова, акторка.
- 6 червня — Девід Скотт, американський астронавт.
- 18 червня — Дадлі Роберт Гершбах, американський хімік.
- 20 червня — Роберт Рождественський, російський поет.
- 24 червня — Девід Мактаггарт, засновник організації «Грінпіс».
- 5 липня — Дьюла Горн, угорський державний і політичний діяч.
- 7 липня — Джо Завінул, джазовий піаніст, композитор.
- 17 липня — Аркадій Єлішевич, український науковець, доктор технічних наук, професор Донецького політехнічного інституту.
- 1 серпня — Люк Монтаньє, французький вірусолог, лауреат Нобелівської премії з фізіології і медицини 2008 року.
- 2 серпня — Пітер О'Тул, англійський актор.
- 12 серпня — Сірікіт, тайська королева-консорт.
- 20 серпня — Василь Аксьонов, російський письменник.
- 23 серпня — Давид Черкаський, український кінорежисер-мультиплікатор.
- 22 вересня — Альгірдас Бразаускас, глава компартії Литви (1988—1991), президент Литви (1993—1998).
- 25 вересня — Анатолій Солов'яненко, український оперний співак.
- 25 вересня — Адольфо Суарес, іспанський державний діяч, голова уряду Іспанії в 1976—1981.
- 26 вересня — Володимир Войнович, російський письменник.
- 7 жовтня:
  - Євген Нейко, академік АМН України.
  - Маргарита Криницина, українська і радянська акторка.
- 18 жовтня — Вітаутас Ландсберґіс, литовський політик і громадський діяч.
- 27 жовтня — Сильвія Плат, американська феміністська поетеса і письменниця.
- 30 жовтня — Луї Маль, французький кінорежисер і продюсер.
- 10 листопада — Рой Шнайдер, американський актор.
- 29 листопада — Жак Ширак, французький політик, президент Франції (1995—2007).
- 4 грудня — Ро Де У, корейський військовик і політик, шостий президент Республіки Корея.
- 5 грудня — Літл Річард, американський рок-музикант, один із основоположників рок-н-ролу.
- 7 грудня — Еллен Берстін, американська акторка.
- 9 грудня — Дональд Берд, американський джазовий трубач і композитор.

## Нобелівська премія
- з фізики: Вернер Карл Гайзенберг — «За створення квантової механіки, застосування якої привело до відкриття алотропних форм водню»
- з хімії: Ірвінг Ленгмюр — «За відкриття і дослідження в області хімії поверхневих явищ»
- з медицини та фізіології: Чарлз Шеррінгтон та Едгар Дуглас Едріан — «За відкриття, що стосуються функцій нейронів»
- з літератури: Джон Голсуорсі
- премія миру: Премію не присуджували